# Peeples Valley
Peeples Valley è un Census-designated place degli Stati Uniti nella contea di Yavapai, nello Stato dell'Arizona. Ha una popolazione di 374 abitanti secondo il censimento del 2000.
Deriva il proprio nome dall'esploratore A. H. Peeples, leader del gruppo che nel 1863 scoprì Rich Hill, un ricco deposito d'oro a Weaver.
Nel 2013 è stata colpita dall'Incendio di Yarnell Hill.

## Dati demografici
Il reddito medio per abitazione, secondo il Censimento del 2000, era di 24,861 dollari, il reddito medio per famiglia di 34,107. Gli uomini avevano un reddito di 41,250 dollari contro i 18,750 per le donne. Il 7,0% delle famiglie e il 9,7% degli abitanti era sotto la linea di povertà.